# はじめてのおつかい (絵本)
『はじめてのおつかい』（英題：Miki's First Errand）は、筒井頼子（作）・林明子（絵）による子供向け絵本。1976年3月1日、福音館書店より刊行された。ISBN 4834005259

## 概要
みいちゃんがお母さんに頼まれ、ひとりで初めておつかいに行く物語。
ストーリーについて瀬田貞二は、主題は簡単だが「「はじめて」は小さい子に冒険である点がつかまえられて」おり、「小さい子に納得のできる小さい子の生活物語」であることを評価した。また、松居直は本作の林の絵について、まだ類型的で表現が弱いところがあるものの、画面構成や細部のかきこみの工夫により、子どもの心をとらえて物語の中に引き込むと分析した。
フランスの国立"本の喜び"児童図書館長を務めたジュヌヴィエーヴ・パットは、日本の絵本についての講演の中で、本書を取り上げ、みいちゃんが一人でおつかいを頼まれることについて「フランスの子どもが出会ったことのない日本の今日の小さい都会で日常起ることである」としている。
日本テレビの特別番組『はじめてのおつかい』は番組スタッフがこの絵本を読んだことがきっかけとなっている。

## 登場キャラクター
みいちゃん
主人公の女の子。
お母さん
みいちゃんのお母さん。
赤ちゃん
女の子。みいちゃんの妹。
ともちゃん
みいちゃんの友だち。

## 小ネタ
- 4ページでは、みいちゃんの家の郵便受けに「尾藤三」と書かれているが、これは「オトウサン」と読める[6]。
- 14・15ページでは、
  - みいちゃんが牛乳を買いにきたお店の名前「筒井商店」は原作者の筒井頼子の名前からとられている[6]。
  - 掲示板の貼り紙に書かれている絵の教室の先生の名前が「はやしあきこ」になっており、作画担当の林明子の名前がそのまま使われている[6]。
  - 同じく掲示板の貼り紙に書かれている尋ね猫の飼い主の電話番号は出版当時の福音館書店の電話番号である[6]。
- 18・19ページに登場するサングラスのおじさんは、同じ原作者・作画の手による『あさえとちいさいいもうと』 『いもうとのにゅういん』にも登場する[6]。

## 関連作品
- 大江千里の朗読アルバム『うんとこしょ どっこいしょ』に収録されている。